# 鈴木不知
鈴木 不知（すずき ふち、1870年 - 1930年〈昭和5年〉11月8日）は、日本の画家。
白雲会主宰、名古屋洋画研究所主宰などを歴任した。

## 概要
名古屋藩出身の洋画家である。愛知県にて西村千太郎や尾澤辰夫ら多数の門弟を育成するとともに、愛知県の画壇においては野崎華年らとともに中心に位置づけられていた。そのため「名古屋洋画壇の泰斗」「愛知県洋画壇の草分け」などと評された。

## 来歴

### 生い立ち
1870年、名古屋藩愛知郡名古屋城下にて生まれた。不知の父は、かつて尾張藩の藩士として尾張德川家に仕えており、不知はその三男である。しかし、版籍奉還による府藩県三治制が成立した結果、不知が生まれた当時、德川家の所領であった尾張藩は、単なる行政区画の一つとして位置づけられた名古屋藩となっていた。
不知は画業を志し、1889年（明治22年）に上京した。画家である小山正太郎が主宰する不同舎の門を叩き、洋画を学んだ。

### 画家として

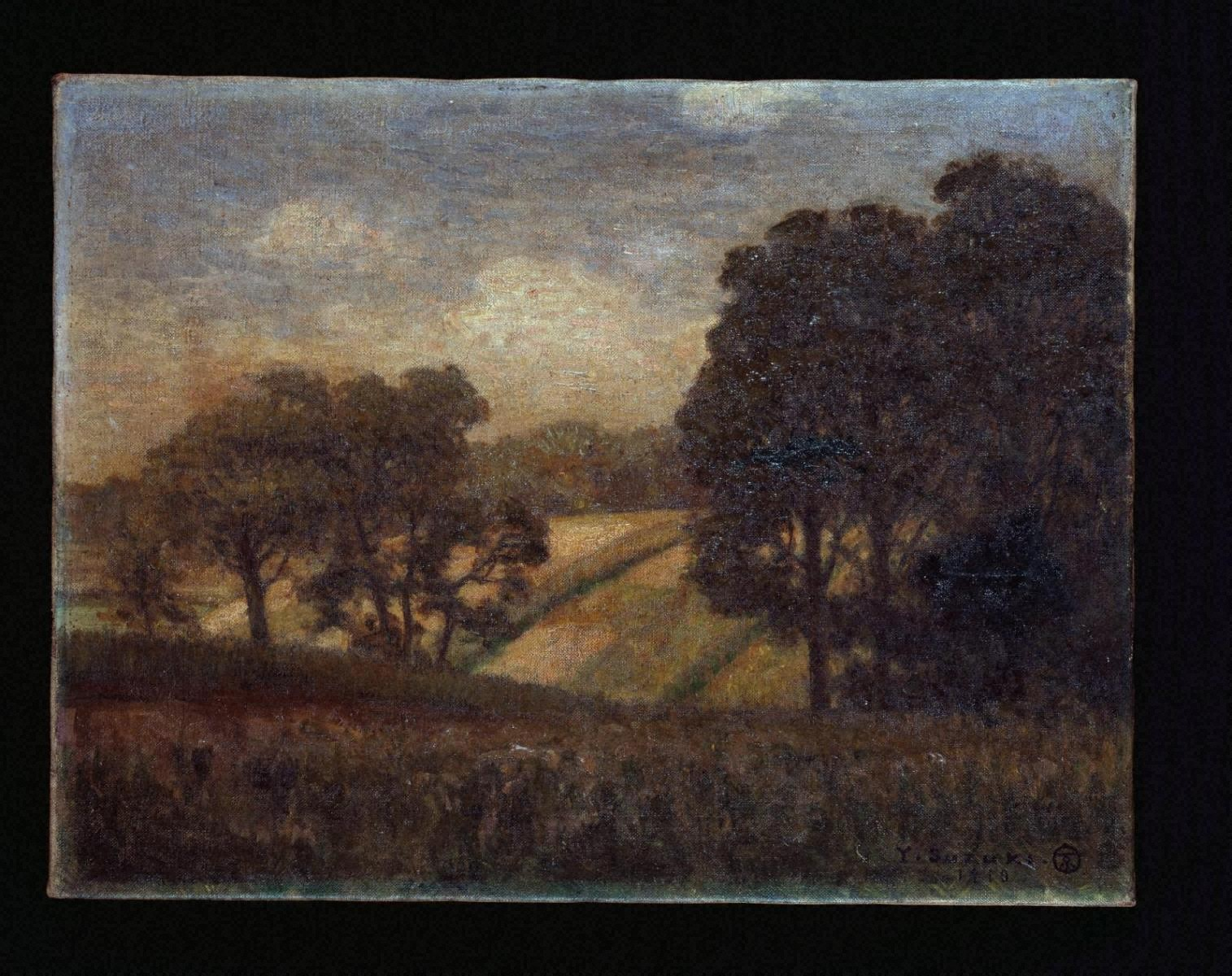
鈴木不知筆『山畑』1910年。

1897年（明治30年）に愛知県に帰郷した。自身が主宰する洋画塾として白雲会を設立し、後進の洋画家の育成に努めた。のちに白雲会は名古屋洋画研究所に移行したが、西村千太郎、小澤不撓美、高木亀雄、尾澤辰夫、市野長之介、筧忠治ら、多数の洋画家を輩出した。指導にあたっては、門弟の自由研究を重んじており、助言は必要最小限にしていた。なお、鈴木自身は写実派であったが、門弟の中からは尾澤のように「名古屋のシュルレアリスム」を担う超現実派も巣立っている。
1930年（昭和5年）に死去した。

## 作品
イタリア風の写実主義を特徴としている。1910年（明治43年）に制作した『山畑』を同年の文展に出品したところ、愛知県からの出品作品としては史上初めての入選を果たした。なお、『山畑』は愛知県美術館に収蔵されており、愛知県における芸術を回顧する「アイチアートクロニクル 1919 - 2019」でも展示された。

## 人物
名古屋洋画研究所にて多数の門弟を育てているが、1922年（大正11年）発行の『續名古屋新百人物』には「門弟数百人」と記されている。
また、禅に取り組んでおり、心身の修養に努めていた。

## 略歴
- 1870年 - 名古屋藩愛知郡名古屋城下にて誕生。
- 1889年 - 不同舎入門[5][6]。
- 1897年 - 白雲会設立[5][6]。
- 1930年 - 死去。

## 賞歴
- 1910年 - 文展入選[5]。

## 師匠
- 小山正太郎

## 門弟
- 西村千太郎
- 小澤不撓美
- 高木亀雄
- 尾澤辰夫
- 市野長之介
- 筧忠治

### 註釈
1. ↑  名古屋藩愛知郡名古屋城下は、のちの愛知県名古屋市に該当する。

## 関連文献
- 服部徳次郎編著『愛知画家名鑑』愛知画家顕頌会、1997年。NCID BA30405322
- 中山真一著『愛知洋画壇物語』PART2、風媒社、2016年。ISBN 9784833145916